# Zuid-Afrikaanse parlementsverkiezingen 1989

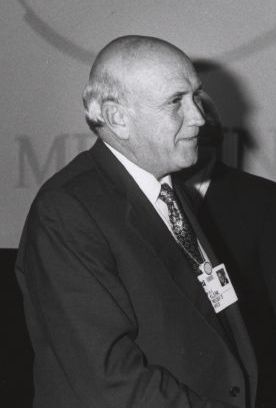
Staatspresident Frederik Willem de Klerk

De Zuid-Afrikaanse parlementsverkiezingen van 1989 vonden plaats op 6 september 1989 en zouden de laatste verkiezingen op rassenbasis zijn.
De verkiezingen werden gehouden voor het Zuid-Afrikaans parlement dat bestond uit drie kamers:
- Volksraad (House of Assembly), de 178 zetels tellende volksvertegenwoordiging voor blanken;
- Raad van Vertegenwoordigers (Raad van Verteenwoordigers, House of Representatives), de 80 zetels tellende volksvertegenwoordiging van de Kleurlingen;
- Raad van Afgevaardigden (Raad van Afgevaardigdes, Hous of Delegates), de 45 zetels tellende volksvertegenwoordiging van de Indiërs.

## Volksraad
De strijd voor de verkiezingen van een nieuwe Volksraad ging vooral tussen de Nasionale Party van de hervormingsgezinde staatspresident F.W. de Klerk en de voornaamste oppositiepartij, de Konserwatiewe Party van dr. Andries Treurnicht die zich tegen iedere hervorming van het systeem verzette en de liberale Democratic Party van dr. Zach de Beer. Het stond weliswaar van tevoren vast dat de NP de verkiezingen zou winnen, maar binnen de partij was men vrij bang voor een groot verlies ten koste van de KP van Treurnicht. Hoewel de NP flink verloor, bleef zij over een comfortabele meerderheid beschikken. De extreemrechtse Herstigte Nasionale Party (HNP) van dr. Jaap Marais, die terug wilde naar de Verwoerdiaanse apartheid slaagde er weer niet in om een vertegenwoordiger in de Volksraad te laten kiezen.
Naar aanleiding van de uitslag zei president De Klerk dat de meerderheid van de blanke kiezers zich uitsprak voor het hervormingsbeleid.

### Uitslag
- Opkomst: 69%

| Partij                    | Lijsttrekker             | %      | Zetels | Verandering |
| ------------------------- | ------------------------ | ------ | ------ | ----------- |
| Nasionale Party           | Frederik Willem de Klerk | 48,19% | 103    | -21         |
| Konserwatiewe Party       | Andries Treurnicht       | 31,52% | 41     | +19         |
| Democratic Party          | Zach de Beer             | 20%    | 34     | +14         |
| Herstigte Nasionale Party | Jaap Marais              | 0,25%  | 0      | -           |
| Totaal                    |                          | 100%   | 178    | +11         |

## Raad van Vertegenwoordigers
De opkomst bij de verkiezingen voor een nieuwe Raad van Vertegenwoordigers was zeer laag: 18%. De Kleurlingen die gingen stemmen, brachten hun stem vooral uit op de Labour Party van ds. Allan Hendrickse die fel gekant was tegen apartheid. De partij verloor echter wel 7 zetels die voor een groot deel naar de Democratic Reform Party, de United Democratic Party en de onafhankelijke kandidaten gingen.

### Uitslag
- Opkomst: 18%

| Partij                  | %      | Zetels | Verandering |
| ----------------------- | ------ | ------ | ----------- |
| Labour Party            | 65%    | 69     | -7          |
| Democratic Reform Party | 15,20% | 5      | +5          |
| Onafhankelijken         | 9,40%  | 2      | +2          |
| United Democratic Party | 7,60%  | 3      | +3          |
| Freedom Party           | 0,74%  | 1      | -           |
| Totaal                  | 100%   | 80     |             |

## Raad van Afgevaardigden
De Indiërs, voor een groot deel afkomstig uit Natal, brachten net als de Kleurlingen vooral hun stem uit op partijen die afwijzend stonden tegenover apartheid. Solidarity, de belangrijkste Indiase partij, verloor weliswar één zetel, maar bleef met 19 zetels wel de grootste partij. De partij beschikte niet over een meerderheid en vormde na de verkiezingen een coalitie met andere partijen. De National People's Party was de grootste verliezer en verloor 12 zetels.

### Uitslag
- Opkomst: 23%

| Partij                         | %     | Zetels |
| ------------------------------ | ----- | ------ |
| Solidarity                     | 37,6% | 19     |
| National People's Party        | 24,9% | 9      |
| Onafhankelijken                | 15,6% | 6      |
| Democratic Party               | 6,7%  | 3      |
| National Federal Party         | 5,2%  | 1      |
| People's Party of South Africa | 3,9%  | 1      |
| United Party                   | 1,8%  | 0      |
| Merit People's Party           | 1,3%  | 4      |
| Progressive Independent Party  | 1%    | 0      |
| Freedom Party                  | 0,74% | 2      |
| Republican Party               | 0,74% | 0      |
| Totaal                         | 100%  | 45     |

## Verwijzingen
1. ↑  Winkler Prins Encyclopedisch Jaarboek 1990, door: red. Winkler Prins, blz. 311

Parlementsverkiezingen: 1910 · 1915 · 1920 · 1921 · 1924 · 1929 · 1933 · 1938 · 1943 · 1948 · 1953 · 1958 · 1961 · 1966 · 1970 · 1974 · 1977 · 1981 · 1984 · 1987 · 1989 · 1994 · 1999 · 2004 · 2009 · 2014 · 2019 · 2024

Referenda: 1960 · 1983 · 1992